# Dolce mattone
Il dolce mattone, anche conosciuto come mattonella o torta mattonella, è un dolce al cucchiaio tipico della tradizione emiliana e di quella romagnola.

## Descrizione
Si prepara disponendo a strati una crema al burro, ottenuta montando il burro con uova e  zucchero, e biscotti  rettangolari inzuppati in una bagna. Negli ingredienti usati si hanno alcune varianti. In alcune ricette la crema viene divisa in due parti, a una delle quali si aggiunge cacao in polvere; in altre ricette viene aggiunto caffè. Come bagna si usa liquore (vermut, marsala, brandy, Sassolino) eventualmente unito a caffè.

## Alimenti simili
Un dolce che ricorda la mattonella è il mon con rum e cioccolato tipico del comune piemontese di Mongardino.
Una preparazione quasi identica, il dolce Torino, è descritta già nel 1891 da Pellegrino Artusi ne La scienza in cucina e l'arte di mangiar bene. 